# Бави (Кјети)
Бави (итал. Bavi) је насеље у Италији у округу Кјети, региону Абруцо.
Према процени из 2011. у насељу је живело 55 становника. Насеље се налази на надморској висини од 67 м.